# کرم کتاب (بازی ویدئویی)
کرم کتاب (به انگلیسی: Bookworm) که در ایران با نام کرم دانشمند شناخته می شود، یک بازی ویدئویی معمایی کلمه‌سازی است که توسط پاپ‌کاپ گیمز توسعه‌یافته. در این بازی از شبکه‌ای از حروف موجود، بازیکنان حروف را به هم متصل می کنند تا کلمات را تشکیل دهند. با تشکیل کلمات، آنها از شبکه حذف می‌شوند و حروف باقی مانده جمع می شوند تا فضای موجود را پُر کنند. بازیکنان با ایجاد کلمات طولانی تر یا کلماتی که از حروف کمتر رایج استفاده می کنند، امتیاز بیشتری کسب می کنند. در نوامبر ۲۰۰۶، پاپ‌کاپ گیمز دنباله‌ای به نام ماجراهای کرم کتاب منتشر کرد. کرم کتاب برای سرویس توزیع دیجیتالی نینتندو دی‌اس در ۳۰ نوامبر ۲۰۰۹ منتشر شد. همچنین بر روی کارتریج معمولی نینتندو دی‌اس منتشر شده‌است.

## بازتاب‌ها
ویراستاران کامپیوتر گیمینگ ورلد جایزه «بازی معمایی سال» را در سال ۲۰۰۳ به کرم کتاب اهدا کردند. آنها نوشتند: "دستاورد نهایی پاپ‌کاپ، استفاده از عناصر ساده‌ای است مورد آموزش برای هرکس و تبدیل آنها به وسواس‌های خشمگینانه و طاقت فرسا است. این چیزی است که بازی های تجاری با ۵۰ برابر بودجه (هی Deus Ex 2 اغلب نمی توانند مطابقت داشته باشند."